# Onur Balkan
Onur Balkan (Izmit, 10 de março de 1996) é um ciclista profissional turco que actualmente corre para o equipa continental Salcano Sakarya. Representou a seu país nos Jogos Olímpicos de Rio de Janeiro 2016.

## Palmarés
2015
- 1 etapa do Tour de Canakkale
- 1 etapa do Tour de Mersin
- 1 etapa do Tour do Mar Negro
- 2 etapas do Tour de Ancara
- 1 etapa do Tour do Egeo

2016
- Campeonato da Turquia em Estrada
- 1 etapa da Volta a Marrocos

2017
- Campeonato da Turquia em Estrada
- 3º no Campeonato da Turquia Contrarrelógio

2018
- Tour do Mediterrâneo, mais 2 etapas
- 1 etapa do Tour de Mesopotamia
- Tour de Mevlana
- Campeonato da Turquia em Estrada
- 1 etapa da Volta ao Lago Qinghai[2]
- 1 etapa do Tour de Capadocia
- 1 etapa do Tour da Roménia

2019
- Grande Prêmio Justiniano Hotels
- 1 etapa do Tour da Mesopotamia
- Tour do Mar Negro, mais 2 etapas
- Tour das Beiras